# Tetrastichus orgyae
Tetrastichus orgyae är en stekelart som beskrevs av Jean Risbec 1951. Tetrastichus orgyae ingår i släktet Tetrastichus och familjen finglanssteklar. Inga underarter finns listade i Catalogue of Life.